# Nuny
Nuny (deutsch Nohnen) ist ein Ort in der polnischen Woiwodschaft Ermland-Masuren. Er gehört zur Gmina Bartoszyce (Landgemeinde Bartenstein) im Powiat Bartoszycki (Kreis Bartenstein (Ostpr.)).

## Geographische Lage
Nuny liegt an der Pisa (deutsch Pissa, auch Dost genannt) in der nördlichen Mitte der Woiwodschaft Ermland-Masuren, 28 Kilometer südlich der früheren und heute auf russischem Hoheitsgebiet gelegenen Kreisstadt Friedland (russisch Prawdinsk) bzw. acht Kilometer südöstlich der heutigen Kreismetropole Bartoszyce (deutsch Bartenstein).

## Geschichte
Erstmals urkundlich erwähnt wurde das seinerzeitige Noynyn im Jahre 1375 und wurde danach Nonen, nach 1420 Nownen, nach 1436 Neynyn und noch vor 1785 Nohnen genannt. Es handelte sich um ein Vorwerk des Guts Kinkeim (polnisch Kinkajmy). Am 30. Juni 1874 wurde es aus dem Gutsbezirk Kinkeim herausgelöst und als eigener Gutsbezirk verselbständigt. Zeitnah wurde es in den Amtsbezirk Kinkeim im ostpreußischen Kreis Friedland aufgenommen, wo es sowohl als Gutsbezirk, aber auch als Landgemeinde eingegliedert war. Im Jahre 1910 zählte Nohnen insgesamt 104 Einwohner, von denen 67 zur Landgemeinde und 37 zum Gutsbezirk gehörten.
Am 30. September 1928 wurde der Gutsbezirk Nohnen in die Landgemeinde Nohnen eingegliedert, die dann vom Amtsbezirk Kinkeim in den Amtsbezirk Maxkeim (polnisch Maszewy) umgegliedert wurde. 1933 belief sich die Einwohnerzahl Nohnens auf 127, im Jahre 1939 auf 106.
Nohnen erhielt die polnische Namensform „Nuny“ im Jahre 1945, als das gesamte südliche Ostpreußen in Kriegsfolge an Polen abgetreten wurde. Nuny ist heute eine Ortschaft im Verbund der Landgemeinden Bartoszyce (Bartenstein) im Powiat Bartoszycki (Kreis Bartenstein (Ostpr.)), von 1975 bis 1998 der Woiwodschaft Olsztyn, seither der Woiwodschaft Ermland-Masuren zugehörig. Im Jahre 2021 zählte Nuny 22 Einwohner.

## Religion

### Christentum
Bis 1945 war Nohnen in die evangelische Stadtkirche Bartenstein in der Kirchenprovinz Ostpreußen der Kirche der Altpreußischen Union, außerdem in die römisch-katholische Kirche St. Bruno der Kreisstadt im damaligen Bistum Ermland eingepfarrt.
Nach 1945 blieb die Verbindung Nunys zu Bartoszyce, wobei die Stadt jetzt katholischerseits zum Erzbistum Ermland gehört, evangelischerseits nur noch ein Filialort der Johanneskirche in Kętrzyn (Rastenburg) in der Diözese Masuren der Evangelisch-Augsburgischen Kirche in Polen ist.

## Verkehr
Nuny liegt nördlich der polnischen Woiwodschaftsstraße 592 (der einstigen deutschen Reichsstraße 135) und ist von Maszewy (Maxkeim) aus zu erreichen. Auch führt eine Straße von Tałowo (Talowo) in der Gmina Sępopol (Stadt- und Landgemeinde Schippenbeil) direkt in den Ort. Ein Bahnanschluss besteht nicht.